# Исполнительная власть
Исполни́тельная власть — один из видов самостоятельной и независимой власти в государстве, представляющий собой совокупность органов, закреплённых в Конституции (для республик) и законах, для реализации целей и задач государственной политики, закреплённых в законе того или иного государства.
В большинстве государств и стран исполнительная власть представлена правительством.

## В России
Основным назначением исполнительной власти в Российской Федерации является организация практического исполнения Конституции России и законов Российской Федерации в процессе управленческой деятельности, направленной на удовлетворение общественных интересов, запросов и нужд населения. Она осуществляется путём реализации государственно-властных полномочий методами и средствами публичного, преимущественно административного права. Состав исполнительной власти набирается на выборных началах с возможностью последующего назначения. Структуру исполнительной власти России составляют государственные служащие и юридическая (правовая) структура — система норм, определяющая степень компетенции органов власти и должностных лиц.

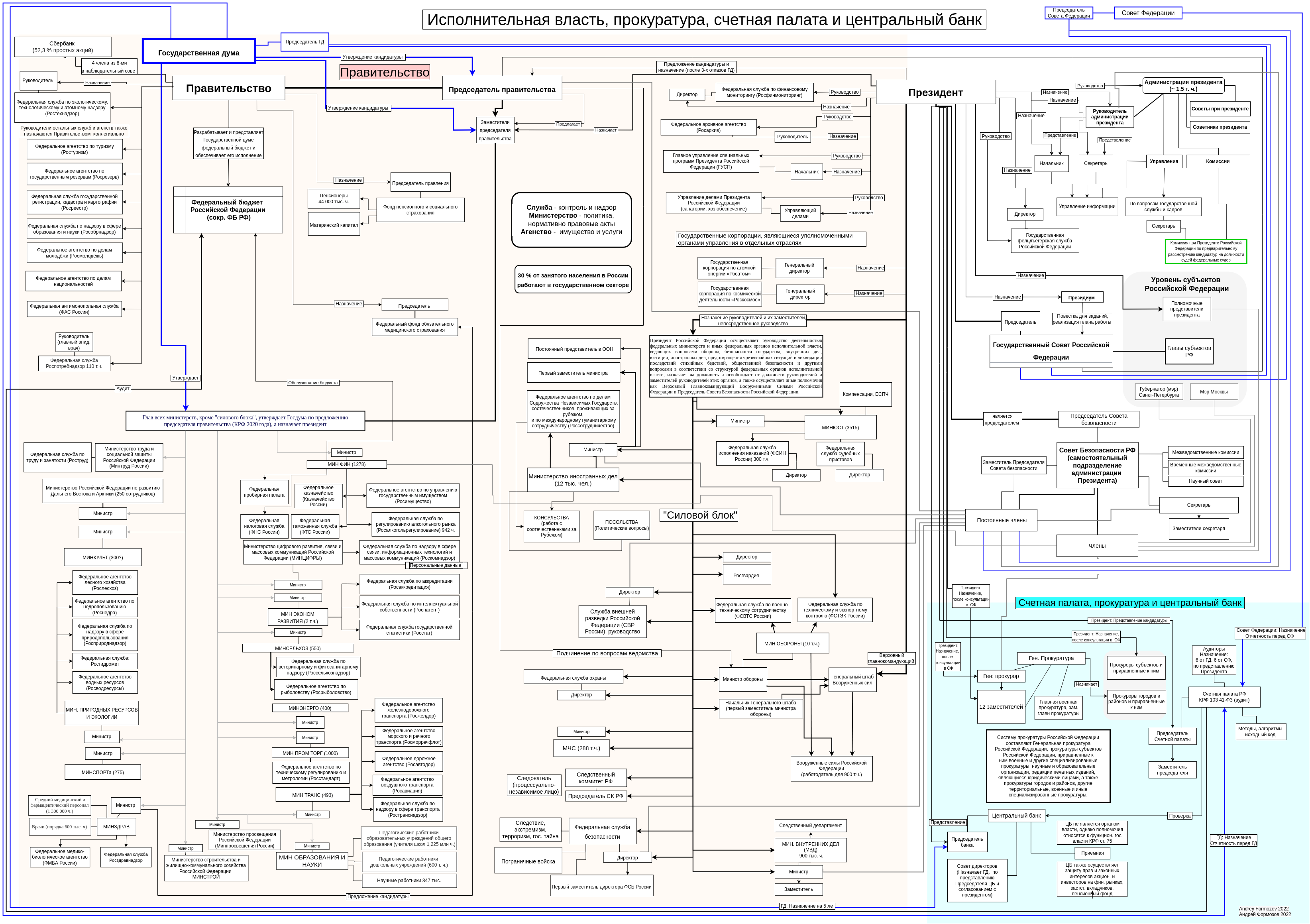
Диаграмма системы исполнительной власти в Российской Федерации. Правительство составляет основу исполнительной власти. Президент и его администрация, счетная палата, прокуратура и центральный банк часто не относят напрямую к системе исполнительной власти, хотя они неразрывно связаны с ней и наделены полномочиями исполнительной власти.

### Органы исполнительной власти
Федеральные органы
В России принята трёхзвенная система федеральных органов исполнительной власти:
- министерства;
- федеральные службы;
- федеральные агентства.

Региональные органы
- министерства;
- комитеты (в основном представлены в составе правительств г. Санкт-Петербурга и г. Москвы);
- департаменты управления.

### Признаки исполнительной власти
- является ограниченной и относительно самостоятельной ветвью государственной власти;
- является проводником государственной политики в жизнь;
- подзаконна по своему характеру и задачам;
- объективирована в виде хорошо организованной системы органов исполнительной власти;
- её деятельность является исполнительно-распорядительной и носит постоянный, непрерывный во времени характер;
- является исключительным обладателем материальных ресурсов и властных полномочий принудительного характера.

### Функции исполнительной власти
- подзаконное регулирование;
- осуществление управленческой деятельности, направленной на исполнение законов и реализацию государственной политики в различных сферах жизни общества;
- административное правоприменение;
- осуществление политики государства по лицензированию, регистрации и сертификации;
- административный контроль за соблюдением правовых норм и общеобязательных правил;
- охрана правопорядка, то есть непосредственное обеспечение безопасности граждан и общества;
- информационное обеспечение органов государственной власти.

## Во Франции
Исполнительная власть во Франции двойственная — делится между президентом и правительством (коллегиальным органом), возглавляемое премьер-министром. Президент имеет множество существенных полномочий, но осуществляет их совместно с другими госорганами, а ответственность за осуществление исполнительной власти несет Правительство. Оно определяет задачи и приоритеты государственной политики, для чего в его распоряжении административный аппарат и вооружённые силы.
Правительство Франции существует в двух видах:
- Совет министров Республики
- Кабинет, объединяющий членов правительства, руководимый премьер-министром.

Правительство формируется следующим образом: президент назначает премьер-министра, и членов правительства по представлению премьер-министра.

## В Австрии
Исполнительная власть представляется федеральным президентом и, возглавляемый федеральным канцлером и вице-канцлером, кабинетом министров. Федеральный президент представляет Австрию на международном уровне, является главнокомандующим вооружёнными силами, назначает и увольняет офицеров и федеральных чиновников. Федеральный президент назначает федерального канцлера в соответствии с результатами парламентских выборов, и по его представлению уже утверждает министров, кандидатуры которых представлены партиями Национального совета. Правительство возглавляет и координирует работу федеральный канцлер; при принятии решений учитывает мнение вице-канцлера.

## В Германии
Принцип разделения властей на исполнительную, законодательную и судебную закреплён в ст.20 Основном законе. Исполнительная власть представлена федеральным правительством во главе с федеральным канцлером, который подотчётен парламенту. Само правительство состоит из представителей коалиции, выдвинувшей канцлера. Кандидатов в министры предлагает федеральный канцлер, а утверждает федеральных президент. Кабинет министров состоит из 16-20 министров.

## В различных государствах

### Империя инков

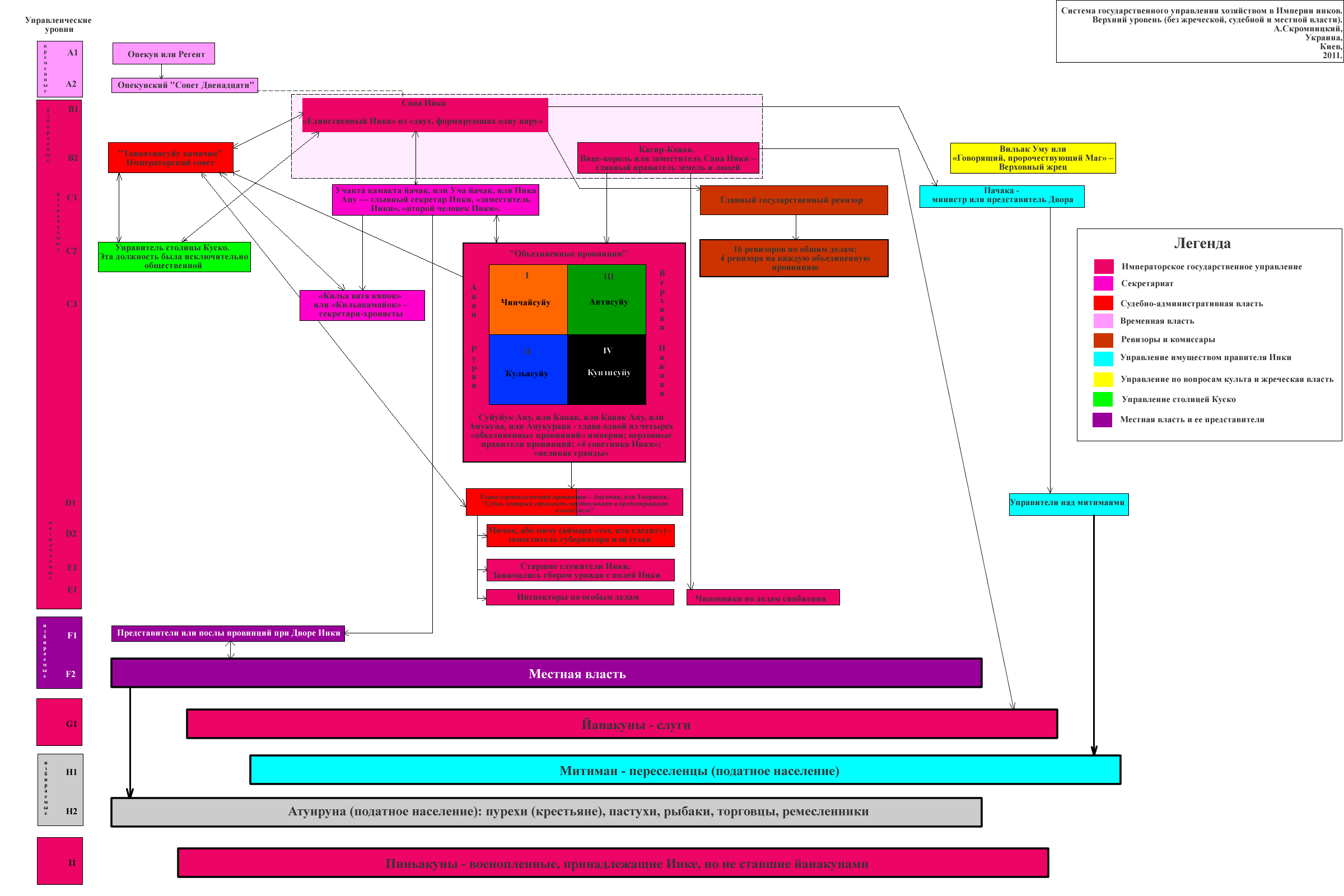
Система государственного управления хозяйством в Империи инков (реконструкция — А. Скромницкий).

В Империи инков была своеобразная структура исполнительной власти: наличие диархии, секретариата, института заместителей, ревизоров, комиссаров, управленцев различных уровней.